# Doassansiopsis nymphaeae
Doassansiopsis nymphaeae är en svampart som först beskrevs av Syd. & P. Syd., och fick sitt nu gällande namn av Thirum. 1947. Doassansiopsis nymphaeae ingår i släktet Doassansiopsis och familjen Doassansiopsidaceae.   Inga underarter finns listade i Catalogue of Life.